# Jake McCabe
Jake McCabe (* 12. Oktober 1993 in Eau Claire, Wisconsin) ist ein US-amerikanischer Eishockeyspieler, der seit Februar 2023 bei den Toronto Maple Leafs in der National Hockey League unter Vertrag steht. Zuvor verbrachte der Verteidiger über sieben Jahre in der Organisation der Buffalo Sabres und lief kurzzeitig für die Chicago Blackhawks auf.

## Karriere

### Jugend
Jake McCabe wurde in eine Eishockey-Familie geboren, so waren sowohl sein Vater als auch sein älterer Bruder auf College-Niveau aktiv. In seiner Jugend spielte er für die Eau Claire Memorial High School in seiner Heimatstadt, ehe er mit Beginn der Saison 2009/10 ins USA Hockey National Team Development Program (NTDP) wechselte, die zentrale Talenteschmiede des US-amerikanischen Eishockeyverbandes. Mit dem NTDP nahm McCabe am Spielbetrieb der United States Hockey League teil und bestritt darüber hinaus eine Vielzahl von Spielen gegen College- und Junioren-Mannschaften des Landes. Außerdem fungieren die Auswahlen des NTDP gleichzeitig als Nachwuchs-Nationalmannschaft der USA, so nahm er an der World U-17 Hockey Challenge 2010 und an der U18-Weltmeisterschaft 2011 teil und gewann mit der Mannschaft dort jeweils die Goldmedaille.
Nach zwei Spielzeiten schied er altersbedingt aus dem NTDP aus und kehrte in seine Heimat zurück, als er sich an der University of Wisconsin–Madison für ein Soziologie-Studium einschrieb und gleichzeitig mit den Wisconsin Badgers am Spielbetrieb der National Collegiate Athletic Association (NCAA) teilnahm. Nach seinem Freshman-Jahr, in dem er in 26 Spielen auf 12 Scorerpunkte kam, wurde er im NHL Entry Draft 2012 an 44. Position von den Buffalo Sabres ausgewählt. In der Folge verblieb McCabe jedoch zwei weitere Jahre an der University of Wisconsin, in denen er 2013 Meister der Western Collegiate Hockey Association und 2014 ins First All-Star Team der Big Ten Conference gewählt wurde. Zudem nahm er mit der U20-Nationalmannschaft seines Heimatlandes an der U20-Weltmeisterschaft 2013 teil, führte das Team als Mannschaftskapitän zur Goldmedaille und wurde ins All-Star Team des Turniers gewählt.

### NHL
Nach dem Ende der College-Saison 2013/14 unterzeichnete McCabe im April 2014 einen auf drei Jahre befristeten Einstiegsvertrag bei den Buffalo Sabres. Der Verteidiger debütierte prompt in der National Hockey League (NHL) und kam bis zum Saisonende auf sieben Einsätze. Im Anschluss wurde er erstmals in die A-Nationalmannschaft der USA berufen und nahm an der Weltmeisterschaft 2014 teil, bei der das Team USA den sechsten Platz belegte. Die Spielzeit 2014/15 verbrachte McCabe bis auf zwei NHL-Spiele bei den Rochester Americans, dem Farmteam der Sabres aus der American Hockey League. Mit Beginn der Saison 2015/16 etablierte sich der Abwehrspieler allerdings im NHL-Aufgebot und kam auf insgesamt 77 Einsätze bei den Sabres. Anschließend vertrat er sein Land bei der Weltmeisterschaft 2016, bei dem die Mannschaft den vierten Platz erreichte.
Im August 2019 unterzeichnete McCabe einen neuen Zweijahresvertrag in Buffalo, der ihm ein durchschnittliches Jahresgehalt von 2,85 Millionen US-Dollar einbringen soll. Nach dessen Ende verließ er die Sabres nach über sieben Jahren und schloss sich im Juli 2021 als Free Agent den Chicago Blackhawks an, die ihn mit einem Vierjahresvertrag ausstatteten, der ihm ein durchschnittliches Jahresgehalt von vier Millionen US-Dollar einbringen soll.
Diesen erfüllte er jedoch nicht in Chicago, da er im Februar 2023 samt Sam Lafferty sowie je einem konditionalen Fünftrunden-Wahlrecht in den NHL Entry Drafts 2024 und 2025 an die Toronto Maple Leafs abgegeben wurde. Darüber hinaus übernahmen die Blackhawks weiterhin die Hälfte seines Gehalts und erhielten im Gegenzug Joey Anderson, Pawel Gogolew, ein konditionales Erstrunden-Wahlrecht im Draft 2025 sowie ein Zweitrunden-Wahlrecht im NHL Entry Draft 2026. Das Erstrunden-Wahlrecht soll sich dabei automatisch um ein Jahr nach hinten verschieben, sofern es sich unter den ersten zehn Positionen befindet. In Toronto erhielt er im Oktober 2024 einen neuen Fünfjahresvertrag mit einem Gesamtvolumen von ca. 22,5 Millionen US-Dollar.

## Erfolge und Auszeichnungen
| - 2010 Goldmedaille bei der World U-17 Hockey Challenge - 2011 Goldmedaille bei der U18-Weltmeisterschaft - 2013 Goldmedaille bei der U20-Weltmeisterschaft - 2013 All-Star Team der U20-Weltmeisterschaft | - 2013 Meister der Western Collegiate Hockey Association - 2013 WCHA Third All-Star Team - 2014 Big Ten First All-Star Team |

## Karrierestatistik
Stand: Ende der Saison 2024/25

### International
Vertrat die USA bei:
| - World U-17 Hockey Challenge 2010 - U18-Weltmeisterschaft 2011 - U20-Weltmeisterschaft 2013 | - Weltmeisterschaft 2014 - Weltmeisterschaft 2016 |

(Legende zur Spielerstatistik: Sp oder GP = absolvierte Spiele; T oder G = erzielte Tore; V oder A = erzielte Assists; Pkt oder Pts = erzielte Scorerpunkte; SM oder PIM = erhaltene Strafminuten; +/− = Plus/Minus-Bilanz; PP = erzielte Überzahltore; SH = erzielte Unterzahltore; GW = erzielte Siegtore; 1 Play-downs/Relegation; Kursiv: Statistik nicht vollständig)